# Még azt mondják, nem illik
A Még azt mondják, nem illik egy 18. századi műdalból folklorizálódott magyar népdal. Két dallamváltozatban ismert. A népi szöveg eredeti változatát tubolyszegi Tuboly Liza (1793–1819), a Göcseji Helikon irodalmi körnek a tagja írta a 18–19. század fordulóján.

## Kotta és dallam

### Első változat
| Még azt mondják, nem illik a tánc a magyarnak, nem, ha néki cipellőt, bő nadrágot varrnak, de sarkantyús csizmának, kócsagtollas főnek illik gyöngyös pártának, magyar főkötőnek. | Az én ingem lengyel gyolcs, csakhogy rojtja nincsen, az én csizmám karmazsin, csakhogy talpa nincsen, azért varrják a csizmát, hogy táncoljunk benne, ha rongyos is, foltos is, illik a tánc benne. |

A karmazsin sötétvörös, színes, török eredetű bőrféle. A gyolcs lenből vagy pamutból készült finom fehér vászon.
Ismert még egy szövegváltozat/versszak:
Megfogtam egy szúnyogot, nagyobb volt a lónál,

kisütöttem a zsírját, több volt egy akónál.

Aki aztat elhiszi, szamarabb a lónál,

aki aztat elhiszi, szamarabb a lónál.
Feldolgozás:
| Szerző        | Mire       | Mű               | Előadás     |
| ------------- | ---------- | ---------------- | ----------- |
| Kodály Zoltán | gyermekkar | Táncnóta, 1. dal | [ 2 ] [ 3 ] |

Érdekes, hogy Kodály 1929-ben Bartók 1910-es gyűjtését dolgozta fel, nem a sajátját.

### Kvintváltós változat
A dal másik változata abban különbözik az előzőtől, hogy az első két sor egy kvinttel magasabban van. Kánonban is énekelhető.

## Felvételek
- Még azt mondják, nem illik. 608.hu (Hozzáférés: 2016. február 20.) (szöveg, audió) arch
- Még azt mondják nem illik. YouTube (2014. december 15.)  (Hozzáférés: 2016. február 20.) (audió)
- Még azt mondják nem illik. Előadja: MacskaSzem  YouTube (2012. március 26.)  (Hozzáférés: 2016. február 20.) (audió)
- Még azt mondják nem illik... Előadja: Folkográfia  YouTube (2008)  (videó)